# Solomon Burke
Solomon Burke (Philadelphia, 21 maart 1940 - Haarlemmermeer (Schiphol), 10 oktober 2010) was een Amerikaans soulzanger. Hij is een van de muzikanten die begin jaren zestig aan de wieg stonden van de soulmuziek.

## Biografie

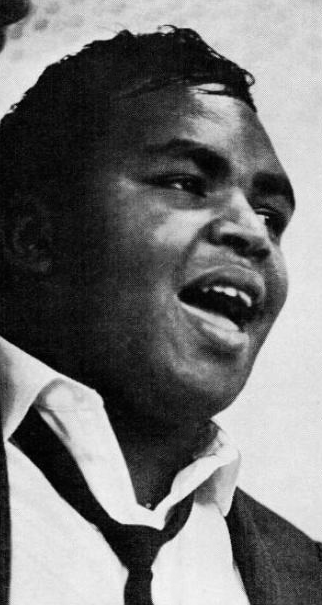
Solomon Burke in 1967

Alhoewel hij nooit grote hits heeft gehad is een aantal van zijn nummers uitgegroeid tot klassiekers, die meerdere malen zijn uitgevoerd door andere artiesten. "Everybody Needs Somebody to Love" is hiervan waarschijnlijk de bekendste.
Burkes wortels lagen in de gospel. Hij zong in een kerkkoor, preekte op jonge leeftijd al in zijn kerk in Philadelphia en presenteerde een gospelprogramma op de radio. Tussen 1954 en 1958 nam hij enkele gospelnummers op voor het label Apollo. In 1960 werd hij ontdekt door producer Jerry Wexler en tekende hij een contract bij Atlantic Records. Zijn eerste singles waren covers van countryliedjes als "Just Out of Reach". Door gospel te mengen met de toen populaire muziekstijl R&B legde hij de basis voor soulmuziek.

### Jaren 60
Hij had in de jaren zestig wel enkele grote R&B-hits, maar wist niet door te breken tot het grotere poppubliek, wat andere soulzangers (Aretha Franklin, Otis Redding, Sam Cooke) wel lukte. Enkele R&B-hits uit die tijd waren onder andere "Cry To Me", "If You Need Me", "Got To Get You Off My Mind" en "Tonight's The Night". "Everybody Needs Somebody to Love" uit 1964 was mogelijk zijn bekendste nummer: het werd datzelfde jaar nog gecoverd door de Rolling Stones op een van hun eerste albums en kreeg ook bekendheid in de versies van Wilson Pickett en The Blues Brothers. In '64 werd hij ook door een diskjockey uitgeroepen tot de "King of Rock and Soul". In 1969 scoorde hij zijn grootste hit met een cover van "Proud Mary" van Creedence Clearwater Revival.

### Jaren 70 tot 90
Eind jaren zestig verliet Burke Atlantic. In de jaren zeventig, tachtig en negentig bracht hij onregelmatig muziekalbums uit. Deze albums werden echter enkel goed ontvangen bij enkele muziekliefhebbers en niet bij het grote publiek. Regelmatig gaf hij dan ook in deze tijd aan de muziekindustrie vaarwel te zeggen. Wel had hij in 1986 een kleine hit met "A change is gonna come", oorspronkelijk van Sam Cooke. Dit nummer werd ook in Nederland een kleine hit. Ook was hij te zien in de film The Big Easy uit 1987.

### 21e eeuw
In 2002 maakte Burke een comeback: Andy Kaulkin, de eigenaar van Fat Possum Records, haalde hem over een album op te nemen met nummers geschreven door enkele bewonderaars. Met het resulterende album, Don't Give Up On Me, wist hij een nieuw publiek te bereiken. Enkele van de artiesten die een nummer hebben geschreven voor het album zijn Bob Dylan, Elvis Costello, Tom Waits, Van Morrison, Nick Lowe, Brian Wilson en Dan Penn. Het album was geproduceerd door Joe Henry. Don't Give Up On Me won een Grammy Award voor beste bluesalbum en werd door verscheidene muziektijdschriften (onder andere Mojo, OOR en Rolling Stone) beschouwd als een van de beste albums van het jaar. In 2003 trad Burke op zowel Pinkpop als North Sea Jazz op en nam hij het nummer "Catch Up To My Step" op met Junkie XL, en in 2004 volgde het duet "Devil in me" met de Italiaanse zanger Zucchero op diens duetalbum "ZU & Co". Sinds 2005 had hij een Nederlandse bassist: Aaldert van Weelden.
In 2006 verbleef Burke een paar dagen in het huis van Buddy Miller in Nashville om zijn countryalbum Nashville op te nemen, waarop Emmylou Harris, Patty Griffin, Gillian Welch, Patty Loveless en Dolly Parton duetten met hem zingen. Halverwege 2007 gaf hij tijdens een concert van De Dijk een gastoptreden.
Burke stond aan het hoofd van een zeer grote familie. In mei 2009 had hij 21 kinderen (14 dochters en 7 zonen), 90 kleinkinderen en 20 achterkleinkinderen. Behalve zanger was hij ook werkzaam als predikant en was hij eigenaar van onder andere een eigen kerk en een keten van begrafenisondernemingen. Burke zong tevens mee in het nummer "Het moet en het zal", door hem geschreven en vertaald door Huub van der Lubbe van De Dijk op de cd "Brussel" uit 2008.
Tijdens het laatste optreden in Nederland, op 8 augustus 2010, was al een duidelijk verzwakte Burke te zien. Het gehele optreden tijdens Folkfestival Dranouter bleef hij op een gouden troon zitten. Ook het decor werd aangepast, zodat het publiek niet kon zien hoe men hem van het podium haalde.
Op 10 oktober 2010 overleed Burke op Luchthaven Schiphol. Hij was daar vanuit Los Angeles aangekomen voor een optreden op 12 oktober met De Dijk in Paradiso in Amsterdam.

## Discografie

### Albums
| Album met eventuele hitnotering(en) in de Nederlandse Album Top 100 | Datum van verschijnen | Datum van binnenkomst | Hoogste positie | Aantal weken | Opmerkingen |
| ------------------------------------------------------------------- | --------------------- | --------------------- | --------------- | ------------ | ----------- |
| Don't give up on me                                                 | 2002                  | 03-08-2002            | 25              | 38           |             |
| Make do with what you got                                           | 2005                  | 05-03-2005            | 35              | 7            |             |
| Nashville                                                           | 2006                  | 07-10-2006            | 35              | 5            |             |
| Like a fire                                                         | 13-06-2008            | 12-07-2008            | 59              | 1            |             |
| Nothing's impossible                                                | 11-06-2010            | 08-01-2011            | 80              | 1            |             |
| Hold on tight                                                       | 01-10-2010            | 09-10-2010            | 2               | 55           | met De Dijk |

| Album met hitnotering(en) in de Vlaamse Ultratop 200 albums | Datum van verschijnen | Datum van binnenkomst | Hoogste positie | Aantal weken | Opmerkingen |
| ----------------------------------------------------------- | --------------------- | --------------------- | --------------- | ------------ | ----------- |
| Nashville                                                   | 2006                  | 21-10-2006            | 74              | 2            |             |

### Singles
| Single met eventuele hitnotering(en) in de Nederlandse Top 40 | Datum van verschijnen | Datum van binnenkomst | Hoogste positie | Aantal weken | Opmerkingen                                                        |
| ------------------------------------------------------------- | --------------------- | --------------------- | --------------- | ------------ | ------------------------------------------------------------------ |
| A change is gonna come                                        | 1986                  | 12-07-1986            | 37              | 3            | Nr. 38 in de Single Top 100                                        |
| Don't give up on me                                           | 2002                  | -                     |                 |              | Nr. 90 in de Single Top 100                                        |
| None of us are free                                           | 2003                  | -                     |                 |              | met The Blind Boys Of Alabama / Nr. 88 in de Single Top 100        |
| Catch up to my step                                           | 2003                  | 03-05-2003            | tip3            | -            | met Junkie XL / Nr. 40 in de Single Top 100                        |
| What a woman                                                  | 2010                  | 25-09-2010            | tip4            | -            | met De Dijk & Jools Holland On Piano / Nr. 42 in de Single Top 100 |
| Hold on tight                                                 | 2010                  | -                     |                 |              | met De Dijk / Nr. 63 in de Single Top 100                          |

| Single met hitnotering(en) in de Vlaamse Ultratop 50 | Datum van verschijnen | Datum van binnenkomst | Hoogste positie | Aantal weken | Opmerkingen   |
| ---------------------------------------------------- | --------------------- | --------------------- | --------------- | ------------ | ------------- |
| Catch up to my step                                  | 2003                  | 17-05-2003            | 40              | 2            | met Junkie XL |

### Dvd's
| Dvd's met hitnoteringen in de DVD Top 30 | Datum van verschijnen' | Datum van binnenkomst | Hoogste positie | Aantal weken | Opmerkingen |
| ---------------------------------------- | ---------------------- | --------------------- | --------------- | ------------ | ----------- |
| Live at the north sea jazz               | 2003                   | 01-11-2003            | 14              | 4            |             |

### NPO Radio 2 Top 2000
| Nummer met noteringen in de NPO Radio 2 Top 2000 | '19  | '20  | '21  | '22  | '23  |
| ------------------------------------------------ | ---- | ---- | ---- | ---- | ---- |
| Hold On Tight (met De Dijk)                      | 1988 | 1984 | 1842 | 1505 | 1896 |

1. ↑  Een vetgedrukt getal geeft de hoogste notering aan.
2. ↑  2019 was het eerste jaar met een notering voor dit nummer.
3. ↑  Deze tabel is bijgewerkt tot en met de laatste editie (2024).

### Originele albums
| - Solomon Burke - 1962 (Apollo) - Solomon Burke's Greatest Hits - 1962 (Atlantic) - If You Need Me - 1963 (Atlantic) - Rock 'n' Soul - 1964 (Atlantic) - The Rest of Solomon Burke - 1965 (Atlantic) - King Solomon - 1967 (Atlantic) - I Wish I Knew - 1968 (Atlantic) - Proud Mary - 1969 (Bell) - The Electronic Magnetism - 1971 (MGM) - Cool Breeze [soundtrack] - 1972 (MGM) - We're Almost Home - 1972 (MGM) - History Of Solomon Burke - 1972 (Pride/MGM) - I Have A Dream - 1974 (ABC/Dunhill) - Music To Make Love By - 1975 (Chess) - Back To My Roots - 1976 (Chess) - Sidewalks, Fences And Walls - 1979 (Infinity) - Lord, I Need Need A Miracle Right Now - 1979 (Savoy) - Into My Life You Came - 1982 (Savoy) | - Take Me, Shake Me [live] - 1983 (Savoy) - This Is His Song - 1984 (Savoy) - Soul Alive! - 1984 (Rounder) - A Change Is Gonna Come - 1986 (Rounder) - Love Trap - 1987 (MCI/Isis-Voice) - Homeland - 1991 (Bizarre/Straight) - Soul Of the Blues - 1993 (Black Top) - Live At The House Of The Blues - 1994 (Black Top) - The Definition Of Soul - 1997 (Point Blank) - Not By Water But Fire This Time - 1999 (GTR) - Christmas All Over The World - 1999 (GTR) - The Commitment - 2001 (GTR) - Don't Give Up On Me - 2002 (Fat Possum) - Make Do With What You Got - 2005 (Shout! Factory) - Nashville - 2006 (Shout! Factory) - Like A Fire - 2008 (Shout! Factory) - Nothing's Impossible - 2010 (E1 Entertainment/V2) - Hold On Tight (met De Dijk) - 2010 (Universal/The One) |

### Essentiële compilaties
- This Is It: Apollo Soul Origins - 2008 (Shout 46)
- No Man Walks Alone 1955-1957 - 2008 (Saga)
- Home In Your Heart: The Best Of Solomon Burke - 1992 (Rhino/Atlantic)
- Proud Mary: The Bell Sessions - 2000 (Sundazed)
- That's Heavy Baby: The Best Of The MGM Years 1971-1973 - 2005 (Raven)
- Looking For A Sign: The Complete ABC & Pride Recordings 1972-74 - 2009 (Shambala)
- The Chess Collection - 2006 (Chess/Universal)
- The Collection - 2004 (Spectrum)

- Biblioteca Nacional de España: XX1282627
- Bibliothèque nationale de France: cb138919801 (data)
- Gemeinsame Normdatei: 134340639
- International Standard Name Identifier: 0000 0001 0889 2013
- Library of Congress Control Number: n85237153
- MusicBrainz: d5c79890-36c5-4f1b-bed3-4468eee093f3
- Nationale Bibliotheek van Tsjechië: xx0086920
- Nationale en Universitaire bibliotheek Zagreb: 000050665
- Nederlandse Thesaurus van Auteursnamen: 070818703
- SNAC: w6nw6wwc
- Système universitaire de documentation: 165790466
- Virtual International Authority File: 38361468
- WorldCat: E39PCjrpCwTcQqvgjkJdVMYTMd